# Albuca tortuosa
Albuca tortuosa är en sparrisväxtart som beskrevs av John Gilbert Baker. Albuca tortuosa ingår i släktet Albuca och familjen sparrisväxter. Inga underarter finns listade i Catalogue of Life.